# St. Joseph (Bottrop)

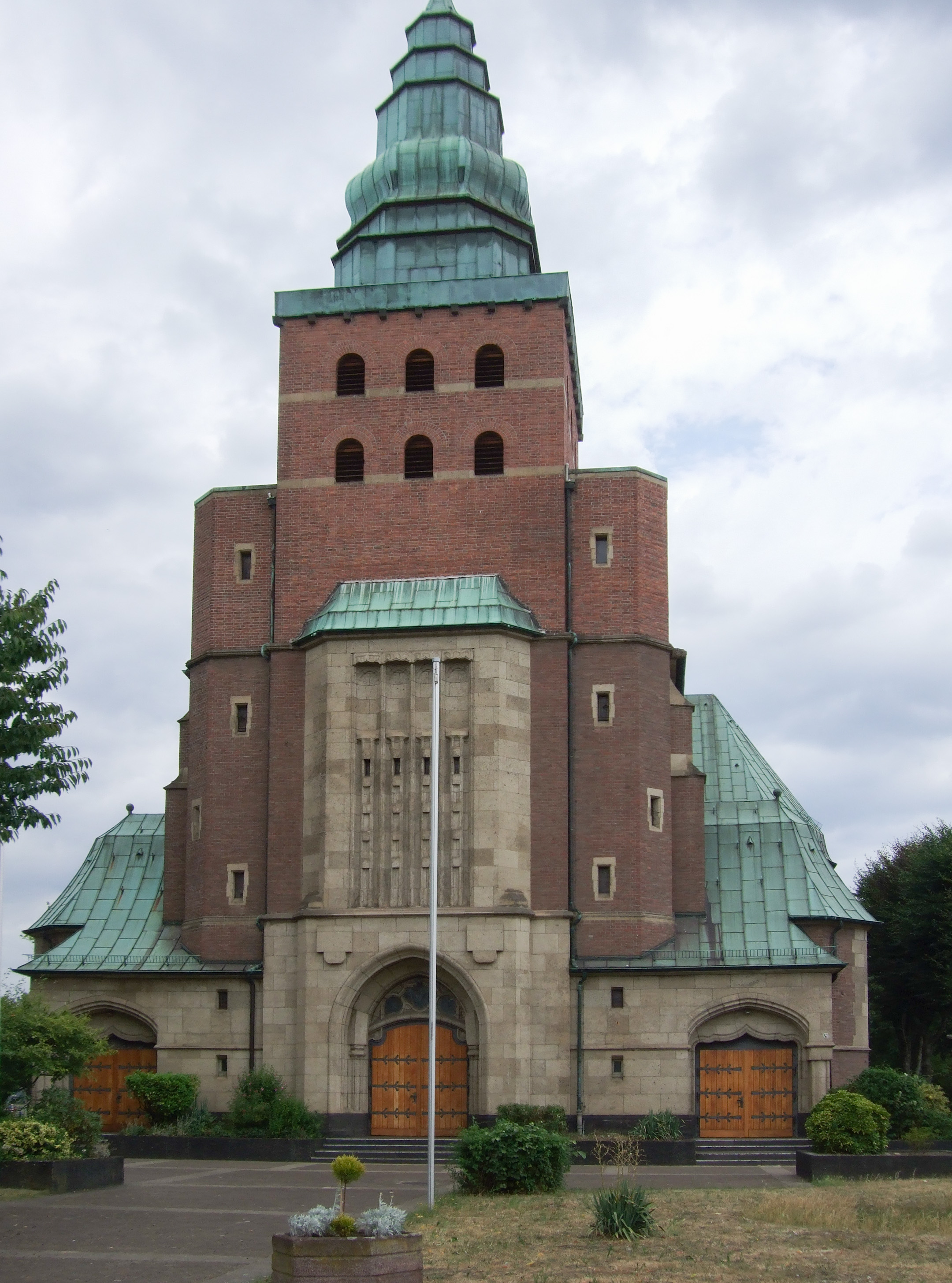
Bottrop, St. Joseph

St. Joseph ist ein römisch-katholisches Kirchengebäude in Bottrop-Batenbrock. Sie ist die Pfarrkirche der Pfarrgemeinde St. Joseph in Bottrop. Das Gebäude steht seit 1984 unter Denkmalschutz.

## Geschichte
Der Bau der Kirche begann im Jahre 1915 auf Veranlassung der Pfarrei St. Cyriakus als Filialkirche, da die stark gestiegene Zahl der Katholiken den Neubau von Kirchen erforderte. Das Grundstück für den Kirchenbau wurde der Kirchengemeinde von der damaligen AG geschenkt. Die Kosten sollten sich auf 170 000 Reichsmark belaufen, diese erhöhten sich jedoch im Laufe der Bauzeit auf 435 000 Reichsmark. Der Gelsenkirchener Architekt Josef Franke hatte die Pläne erstellt und leitete auch die Ausführungen der Bauarbeiten. Die Kirchweihe wurde am 23. November 1919 durch Bischof Johannes Poggenburg aus Münster durchgeführt. Der Turm der Kirche wurde erst nachträglich durch einen weiteren Architekten im Jahre 1924 fertiggestellt, nachdem der ursprünglich geplante Spitzturm aus finanziellen Gründen nicht gebaut werden konnte.
Am 1. Oktober 1922 wurde das Rektorat Sankt Joseph von der Pfarrei St. Cyriakus getrennt und zur eigenständigen Pfarre erhoben. Der Bischof von Münster ernannte Felix Uppenkamp zum Pfarrer. Nach Uppenkamp wurde 1934 Wilhelm Bruns Pfarrer. Auf ihn folgte 1961 Ferdinand Frye.
Im April 1939 wurde Kaplan Bernhard Poether zur St.-Joseph-Kirche versetzt. Er wurde am 22. September 1939 von der Gestapo im Pfarrhaus neben der Kirche verhaftet und starb im Konzentrationslager Dachau.
Während des Zweiten Weltkrieges wurde die Kirche stark zerstört. Das Dach und die Fenster wurden zum Teil stark beschädigt und im Jahre 1953 wieder aufgebaut. Seit 1958 gehört das Dekanat Bottrop zum neugegründeten Bistum Essen.
Im Jahr 2019 feierte die Gemeinde das 100-jährige Bestehen der Kirche.

## Pfarrei
2007 erfolgte die Neustrukturierung aller Pfarreien in Alt-Bottrop durch Reduzierung der Administration auf die zwei Pfarreien, St. Cyriakus und St. Joseph. Jetzt besteht die Pfarrei St. Joseph mit insgesamt etwa 21.000 Katholiken aus den Gemeinden:
- St. Joseph mit den Filialkirchen St. Michael in Bottrop-Batenbrock und St. Peter in der Boverheide
- Liebfrauen mit der Filialkirche St. Pius in Bottrop-Eigen
- St. Johannes in Bottrop-Boy mit den Filialkirche  St. Franziskus in Bottrop-Welheim, St. Antonius in der Welheimer Mark sowie St. Matthias in Bottrop-Ebel.

Die ehemalige Pfarrkirche St. Paul (Bottrop-Eigen) wurde 2008 profaniert und 2010 abgerissen.
Im Rahmen des Pfarreientwicklungskonzepts der Pfarrgemeinde soll ab 2025 das pastorale Angebot ausgedünnt und die Umnutzung angestrebt werden.
Zum 1. Januar 2025 sollen die Pfarreien St. Joseph und St. Cyriakus zu einer Bottroper Stadtpfarrei zusammengelegt werden.

## Architektur und Innenausstattung
St. Joseph gehört zu einer Reihe von Kirchenbauten, die Josef Franke ab 1910 bis in die 1930er Jahre im Ruhrgebiet errichtet hat, welche eine Entwicklung der Formensprache Frankes von einem reduzierten Späthistorismus hin zum Expressionismus zeigen, und von denen die meisten heute unter Denkmalschutz stehen. Alleine in Bottrop gibt es drei weitere Kirchenbauten von Franke, St. Michael in Bottrop-Batenbrock (1912–1914), die Herz-Jesu-Kirche in Bottrop-Mitte (1927/1928) und St. Ludgerus in Bottop-Fuhlenbrock (1927–1929). Eine weitere Kirche, St. Matthias in Bottrop-Ebel, wurde 1937 erbaut und 1958 wegen Bergschäden abgerissen.
Baumaterialien der außen eklektisch historisierenden Kirche sind neben dem Backstein, fein behauener grauer Stein sowie Kupferblech für die Bedachungen des Baukörpers und des Glockenturms.
Die Kirche ist innen weiß verputzt, Pfeiler, Lisenen, Laibungen der Arkaden und der Triumphbogen sind ebenfalls aus Backstein gemauert. Das expressionistisch ausgestaltete Netzgewölbe des Mittelschiffs nimmt in seiner farblichen Fassung die Farben Kupfergrün des Dachs und Rötlichbraun des Mauerwerks auf.
Die farbigen Bleiglasfenster stammen von Bernhard Krampe (1903–1948) und Hildegard Bienen. Themen der Fenster im Seitenschiff sind die Sieben Sakramente, die Themen der Chorfenster entstammen dem Alten Testament: Das Opfer des Melchisedek, Abraham und Isaak, Das Pascha-Lamm, Moses mit der Ehernen Schlange.

### Orgel
Die Orgel der Kirche wurde im Jahre 1962 eingeweiht, nachdem die originale Orgel aus dem Jahre 1920 nicht mehr instand zu setzen war. Der Orgelbau erfolgte durch die Kevelaer Orgelbauwerkstatt Romanus Seifert & Sohn.

### Glocken
Ursprünglich war die Kirche mit Bronzeglocken ausgestattet. Diese wurden jedoch, wie viele andere Kirchenglocken, in der Zeit des Zweiten Weltkrieges eingeschmolzen und für die Rüstung verwendet.
Im Jahre 1953 wurden vier neue Stahlglocken eingeweiht.
Die größte der Glocken ist die „Christusglocke“. Sie trägt die Inschrift: Tu Rex gloriae! Christe! (lat. Du König der Herrlichkeit! Christus!).
Die zweite Glocke ist dem Patron der Kirche, dem heiligen Joseph gewidmet. Sie trägt die Inschrift: Fletibus et nostris tu Joseph gaudia misce (lat. Und in unser Wehklagen mische die Freude, Du Joseph.)
Die dritte Glocke trägt den Namen der heiligen Barbara als Schutzpatronin der Bergleute. Die Inschrift lautet: Protege Barbara nos, fossores Bottropienses. Adjutricem te spectamus, nun et in aevum! (lat. Schütze Barbara, uns, die Bottroper Bergleute. Helferin zu dir schauen wir, jetzt und in Ewigkeit.)
Die vierte Glocke ist die „Marienglocke“. Sie trägt die Inschrift: Sancta Maria, iter para tutum (lat. Heilige Maria, sicher uns geleite").